# Nina Bouraoui
Yasmina "Nina" Bouraoui, (arabiska:نينا بو راوي) född 31 juli 1967 i Rennes, är en fransk författare med en algerisk far och en fransk mor. Hon växte upp i Alger, Zürich och Abu Dhabi. Idag bor hon i Paris.
Bouraouis första bok, La voyeuse interdit, kom ut 1991 och skildrade en instängd muslimsk flickas våldsamma uppror mot familjen och traditionen. Idag räknas hon som en av de betydande yngre författarna i Frankrike och är översatt till ett femtontal språk. Boken Mina onda tankar (Mes mauvaises pensées) som kom ut 2005 belönades med Prix Renaudot. I boken berättar författaren om sina lesbiska kärleksförhållanden.
Några återkommande teman i hennes författarskap är identitet, begär, (homo)sexualitet, minne och barndom. Hon säger sig vara inspirerad av bland andra Marguerite Duras, Annie Ernaux och Violette Leduc.
2007 skrev Bouraoui två sånger för Céline Dion, Immensité and Les paradis. Sångerna återfinns på Céline Dions album, D’elles, som kom ut i maj 2007.
I Sverige ges Nina Bouraoui ut av Elisabeth Grate Bokförlag.
Romanen Tillfredsställelse, översatt av Maria Björkman, nominerades till årets översättning 2023 av litteraturpriset Prisma.

## Svenska översättningar
- 1992 – Förbjuden betraktelse (La voyeuse interdite, 1991), svensk översättning Jonas Wicktor, Anamma
- 1993 – Intet liv (Poing mort, 1992), svensk översättning Jonas Wicktor, Anamma
- 1999 – Muränornas bal (Le Bal des murènes, 1996), svensk översättning Maria Björkman, Anamma [tvåspråkig utgåva]
- 2004 – Pojkflickan (Garçon manqué, 2000), svensk översättning av Maria Björkman
- 2005 – Dockan Bella (Poupée Bella, 2004), svensk översättning av Maria Björkman
- 2006 – Mina onda tankar (Mes mauvaises pensées, 2005), svensk översättning av Maria Björkman
- 2008 – Innan männen (Avant les hommes, 2007), svensk översättning av Maria Björkman
- 2010 – Kärlekens geografi (Appelez-moi par mon prénom, 2009), svensk översättning av Maria Björkman
- 2011 – Våra kyssar är avsked (Nos baisers sont des adieux, 2010), svensk översättning av Maria Björkman
- 2012 – Enstörig (Sauvage, 2011), svensk översättning av Maria Björkman
- 2014 – Standard (Standard, 2014), svensk översättning av Maria Björkman
- 2016 – Om lycka (La vie heureuse, 2002), svensk översättning av Maria Björkman
- 2017 – Strändernas skönhet (Beaux rivages, 2016), svensk översättning av Maria Björkman
- 2019 – Alla människor har av naturen ett begär att få veta (Tous les hommes désirent naturellement savoir, 2018), svensk översättning av Maria Björkman
- 2020 – Gisslan (Otages, 2020), svensk översättning av Maria Björkman
- 2023 – Tillfredsställelse (Satisfaction, 2021), svensk översättning av Maria Björkman
- 2024 – Sorgen har ett minne (Grand seigneur, 2024), svensk översättning av Maria Björkman